# حمض دبالي
حمض دبالي أو حمض الهيوميك أو حمض الدبالية هو المكون الرئيسي للمواد الدبالية (الدبال)، والتي هي من المكونات العضوية الرئيسية للتربة، الجفت، والفحم. وينتج من قبل التحلل البيولوجي للمواد العضوية الميتة. هو خليط معقد من أحماض عديدة ومختلفة تحتوي على مجموعات الكربوكسيل والفينولات بحيث أن الخليط يتصرف وظيفيا كحمض ثنائي القاعدة (أي كحمض يمنح بروتونين في تفاعل حمض مع قاعدة) أو كحمض ثلاثى (يمنح ثلاث بروتونات أثناء التفاعل مع قاعدة).يمكن لحمض الهيوميك تكوين معقدات مع أيونات موجودة معه في نفس الوسط وبذلك يتكون مايسمى بالغرويات الدبالية.

## وصف وتحضير حمض الهيوميك

مثال نموذجي على حمض الهيوميك يحوي على مكونات مختلفة من ضمنها الكينون, الفينول و الكاتيكول

تتشكل المواد الدبالية من قبل التحلل الميكروبي للمادة النباتية الميتة، مثل اللجنين.فاللجنين مقاوم جداً لاي نوع آخر من أنواع التحللات الحيوية.الخصائص دقيقة وهيكل العينة يعتمد على مصدر المياه أو التربة والظروف التي تم تحتها استخراج العينة.ومع ذلك، فإن متوسط خصائص المواد الدبالية التي يتم استخراجها من مصادر مختلفة تكون متشابهة بشكل ملحوظ.ويمكن تقسيم المواد الدبالية في التربة والرواسب إلى ثلاثة أجزاء رئيسية هي: حمض الهيوميك وحمض الفولفيك وهومين. يتم استخراج حمض الهيوميك وحمض الفولفيك معاً على شكل محلول غروي من التربة وغيرها من مصادر الطور الصلب وذلك باستخدام محاليل مائية من قواعد قوية من هيدروكسيد الصوديوم أو هيدروكسيد البوتاسيوم. يرسب حمض الهيوميك من هذا المحلول عن طريق ضبط درجة الحموضة إلى 1 وذلك باستخدام حمض الهيدروكلوريك، وترك حمض الفولفيك في المحلول.اما الهيومين فهو غير ذائب في المحاليل القاعدية المخففة.وجود مجاميع الكربوكسيل ومجاميع الفينولات يعطي حمض الهيوميك القدرة على تكوين معقدات مع ايونات مثل Mg2+, Ca2+, Fe2+ و +Fe3.يحتوي حمض الهيوميك على مجموعتين أو أكثر من مجاميع الكربوكسيل مرتبة بطريقة بحيث تمكن تكوين معقد مخلبي.تكوين هذا المعقد المخلبي أمر ضروري لتنظيم التوافر البيولوجي لايونات المعادن.